# Моргунов Євген Олександрович
Євген Олександрович Моргунов (рос. Евгений Александрович Моргунов; 27 квітня 1927, Москва, РРФСР — 25 червня 1999, Москва, Росія) — радянський і російський актор, кінорежисер, сценарист, кінопродюсер. Заслужений артист РРФСР (1978).

## Біографія
Закінчив Всесоюзний державний інститут кінематографії (1948, майстерня С. Герасимова, Т. Макарової).
Працював у Театрі-студії кіноактора.
У кіно виконав близько сотні ролей. Велику популярність принесли актору ролі, які він зіграв у фільмах Леоніда Гайдая: «Пес Барбос і незвичайний крос» (1961), «Самогонники» (1961), «Операція «И» та інші пригоди Шурика» (1965), «Кавказька полонянка, або нові пригоди Шурика» (1967).
Знімався в українських фільмах: «Богатир» іде в «Марто» (1954, Гемфрі), «Командир корабля» (1954, епіз.), «Мандрівка в молодість» (1956, епіз.), «Народжені бурею» (1957, Кобилянський), «Чорноморочка» (1959, конферансьє), «Зірка балету» (1965, Шалобрей), «Школа» (1980, клоун), «Постріл у труні» (1992, Ковбасюк), «Браві хлопці» (1993), «Панове артисти» (1994).

## Акторські роботи
- 1943: Дні і ночі — солдат (немає в титрах)
- 1944: О 6 годині вечора після війни — артилерист (немає в титрах)
- 1944: Рідні поля — призовник (немає в титрах)
- 1944: Людина № 217 — ув'язнений № 204 (немає в титрах)
- 1945: Це було в Донбасі — підпільник (немає в титрах)
- 1948: Молода гвардія — Євген Стахович (у версії 1960-х рр. — Геннадій Почепцов)
- 1949: У них є Батьківщина — комендант (немає в титрах)
- 1950: Донецькі шахтарі — шахтар, син Горових (немає в титрах)
- 1950: Змова приречених — військовий (немає в титрах)
- 1950: Секретна місія — американський солдат (немає в титрах)
- 1950: Сміливі люди — Гофман (немає в титрах)
- 1952: Незабутній 1919 рік — моряк-анархіст (немає в титрах)
- 1953: Вихори ворожі — анархіст
- 1954: «Богатир» йде в Марто — Гемфрі
- 1954: Командир корабля — Махотін
- 1955: Мати — жандарм (немає в титрах)
- 1955: Мексиканець — Майкл
- 1955: Отелло — епізод (немає в титрах)
- 1956: Павло Корчагін — урка в під'їзді (немає в титрах)
- 1956: Перші радощі — санітар (немає в титрах)
- 1956: Поет — глядач на вечорі поезії (немає в титрах)
- 1957: Гори, моя зоре — Крутиков
- 1957: Загін Трубачова бореться — німець-денщик (немає в титрах)
- 1957: Народжені бурею — Кобильська
- 1957: Круті сходи — Фукс-молодший (немає в титрах)
- 1957: Сторінки минулого — жандарм (немає в титрах)
- 1958: Йшли солдати... — ад'ютант генерала (немає в титрах)
- 1959: Білі ночі — стражник
- 1959: Василь Суриков — комендант снігового містечка
- 1959: Доля людини — товстий німець (немає в титрах)
- 1959: Чорноморочка — трамбони, конферансьє
- 1960: Євгенія Гранде — бондарі (немає в титрах)
- 1960: Воскресіння — Приватний (немає в титрах)
- 1961: Пурпурові вітрила — поліцейський капрал
- 1961: Два життя — Красавін (немає в титрах)
- 1961: Нахабеня — епізод
- 1961: Пес Барбос і незвичайний крос — Бувалий
- 1961: Самогонники — Бувалий
- 1961: Людина нізвідки — кухар з племені тапі (немає в титрах)
- 1963: Стежки-доріжки — патрульний міліціонер
- 1964: До побачення, хлопчики! — пляжник з дитиною
- 1964: Зірка балету — Шилобрей
- 1964: Казка про втрачений час — власник «Москвича»
- 1964: Хочете — вірте, хочете — ні ... — співрозмовник в ресторані
- 1965: Дайте книгу скарг — директор магазину одягу
- 1965: Операція «И» та інші пригоди Шурика — Бувалий
- 1966: Три товстуни — товстун
- 1967: Кавказька полонянка, або Нові пригоди Шурика — Бувалий
- 1967: Морські розповіді — співачка в ілюзіоні «Німфа»
- 1968: Сім старих та одна дівчина — Бувалий
- 1969: Викрадення — артист Моргунов
- 1969: Старий знайомий — артист-конферансьє
- 1971: Їхали в трамваї Ільф і Петров — нальотчик
- 1975: Великий атракціон
- 1976: Веселі сновидіння, або Сміх і сльози — Туз Пік
- 1976: Чарівний ліхтар — шериф, полісмен, сусід, прикордонник
- 1976: Соло для слона з оркестром — Коля
- 1977: Ризик — благородна справа — камео
- 1977: Ці неймовірні музиканти, або Нові сновидіння Шурика — камео
- 1979: Бабусі надвоє сказали... — кухар в ресторані готелю
- 1980: Комедія давно минулих днів — Бувалий
- 1982: Не чекали, не гадали! — сусід
- 1982: Покровські ворота — Соєві
- 1982: Просто жах! — господар кози
- 1984: Єралаш, випуск № 46 (епізод «Сорок чортів і одна зелена муха») — директор школи
- 1986: Прем'єра у Сосновці — глядач
- 1986: Добре сидимо! — п'яний футбольний суддя в поїзді
- 1987: Сильніше за всіх інших велінь — поміщик
- 1990: супермент
- 1991: Болотяна street, або Засіб проти сексу — господар квартири
- 1991: Дій, Маню! — кінорежисер
- 1992: Бабій 2 — екстрасенс
- 1992: Постріл в труні — Колбасюк
- 1992: Господа артисти — архітектор
- 1992: Новий Одеон — Блохін
- 1993: Браві хлопці — Іван Карась, майор
- 1993: Скарб моєї родини
- 1994: Вальсуючі напевно
- 1994: Єралаш (епізод «Бомба») — директор школи
- 1995: Бульварний роман — губернатор
- 1998: Райське яблучко — Всеволод Іванович тюбик, начальник охорони